# تعزيز ذاتي

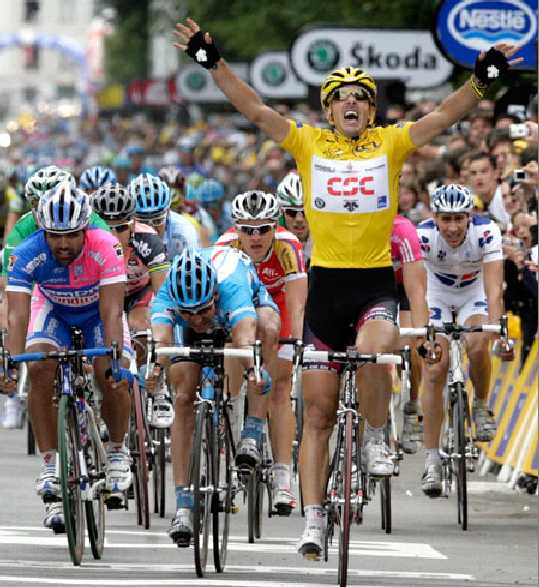

تعزيز الذات هو الدافع الذي يعمل على جعل الناس يشعرون بالرضا عن أنفسهم والحفاظ على احترامهم لذواتهم. ويصبح هذا الدافع بارزاً بشكل خاص في حالات التهديد أو الفشل أو الضربات ضد احترام الذات. تحسين الذات ينطوي على تقديم النظرة الإيجابية تجاه الذات على النظرة السلبية. وهي واحدة من دوافع التقييم الذاتي الأربعة جنباً إلى جنب مع التقييم الذاتي (الدافع نحو فهمٍ دقيقٍ للذات)، والتحقق الذاتي (الدافع لانسجام المفهوم الذاتي مع هوية الشخص) والتطوير الذاتي (الفعل الذي بموجبه يتم تحسين مفهوم الذات). ودوافع التقييم الذاتي هذه تدفع عملية التنظيم الذاتي، أي كيف يتحكم الناس ويوجهون تصرفاتهم.
هناك مجموعة متنوعة من الاستراتيجيات التي يمكن للناس استخدامها لتعزيز شعورهم بقيمتهم الشخصية. على سبيل المثال، يمكن للمرء أن يقلل من أهمية المهارات التي يفتقر إليها أو يمكنه انتقاد الآخرين في حال كونه أفضل بالمقارنة. هذه الاستراتيجيات ناجحة، حيث أن الناس لديهم تصور ذاتي عن أنفسهم بأن لديهم صفات إيجابية أكثر وخصائص سلبية أقل من غيرهم. على الرغم من أن تعزيز الذات يُلاحظ أكثر في الشخصيات التي تعاني من انخفاض تقدير الذات أو مع الشخصيات التي تحمل تقديراً عالياً للذات، فإن كلتا المجموعتين تميل إلى استخدام استراتيجيات مختلفة. الأشخاص الذين لديهم تقدير عالي لذواتهم يقومون بتعزيز مفهوم الذات الخاص بهم مباشرة من خلال معالجة معلومات جديدة بطريقة منحازة. والأشخاص الذين يعانون من انخفاض تقدير الذات يستخدمون استراتيجيات أكثر مباشرة، على سبيل المثال عن طريق تجنب المواقف التي تكون فيها صفاتهم السلبية ملحوظة.
وهناك جدل حول ما إذا كان تعزيز الذات مفيداً للفرد، وعما إذا كان ثقافةً عالمية أم ثقافةً خاصة بالفردانية الغربية.

## المستويات
يمكن أن يظهر تعزيز الذات في العديد من الحالات المختلفة وتحت ظلالٍ مختلفةٍ كثيرة. الدافع العام لتعزيز الذات يمكن أن يكون له العديد من التفسيرات الضمنية المختلفة، كل منها يصبح أكثر أو أقل هيمنةً اعتماداً على الوضع.
تظهر تفسيرات دوافع تعزيز الذات في تراكيب مختلفة. يمكن أن يظهر تعزيز الذات كدافع أساسي أو سمة شخصية دون أن يظهر كأثر ملحوظ.

## مقالات ذات صلة
- الاستمتاع بمجد الآخرين